# Fondazione Rockefeller
La Fondazione Rockefeller (in inglese Rockefeller Foundation) è una organizzazione statunitense sostenuta da finanziamenti pubblici e privati.

## Storia e sviluppo
Fu creata nel 1913 da John Davison Rockefeller Senior (1839 – 1937) e da suo figlio John Davison Rockefeller jr (1874 – 1960), proprietari della società petrolifera Standard Oil, con lo scopo dichiarato di "promuovere il benessere del genere umano in tutto il mondo".
La Fondazione Rockefeller opera in 52 paesi e nove isole nei sei continenti. Sono attivi numerosi programmi di finanziamento delle ricerche, a cui possono partecipare anche ricercatori non statunitensi, in numerosi campi fra cui la pubblica sanità, l'innovazione scientifica, l'agricoltura, le scienze sociali e le arti.
Nell'ambito della Fondazione Rockefeller particolare importanza ha rivestito, anche per la storia italiana del '900, l'International Health Division, attiva dal 1913 al 1951, il cui compito era l'eradicazione di alcune malattie, di particolare importanza sociale in diverse parti del mondo, quali l'anchilostomiasi, la tubercolosi, il tifo e la febbre gialla. La politica della fondazione non era tanto quella di intervenire nelle situazioni di emergenza, quanto svolgere un'azione educativa rivolta sia alla popolazione generale che alle autorità sanitarie e governative in modo da stimolare la creazione di strutture sanitarie efficienti e rendere il più durevole possibile l'intervento.

## Operazioni in Italia
In Italia la Fondazione Rockefeller ha svolto un'azione molto importante per l'eradicazione della malaria. Nel 1925 procedette alla realizzazione della Stazione Sperimentale per la Lotta Antimalarica, diretta da Alberto Missiroli, uno dei massimi esperti del settore in Italia, e dallo statunitense Lewis Hackett. La "Stazione" divenne in breve tempo il punto di riferimento in campo mondiale nella lotta antimalarica, svolgendo fra l'altro un'importante opera nell'addestramento e nella formazione del personale attivo nella lotta antimalarica, non solo di nazionalità italiana. Tre anni dopo, nel 1928, anche col sostegno finanziario del governo italiano, sovvenzionò l'Istituto di Sanità Pubblica, destinato a diventare nel 1934, col nome di Istituto Superiore di Sanità, il principale istituto di igiene in Italia.

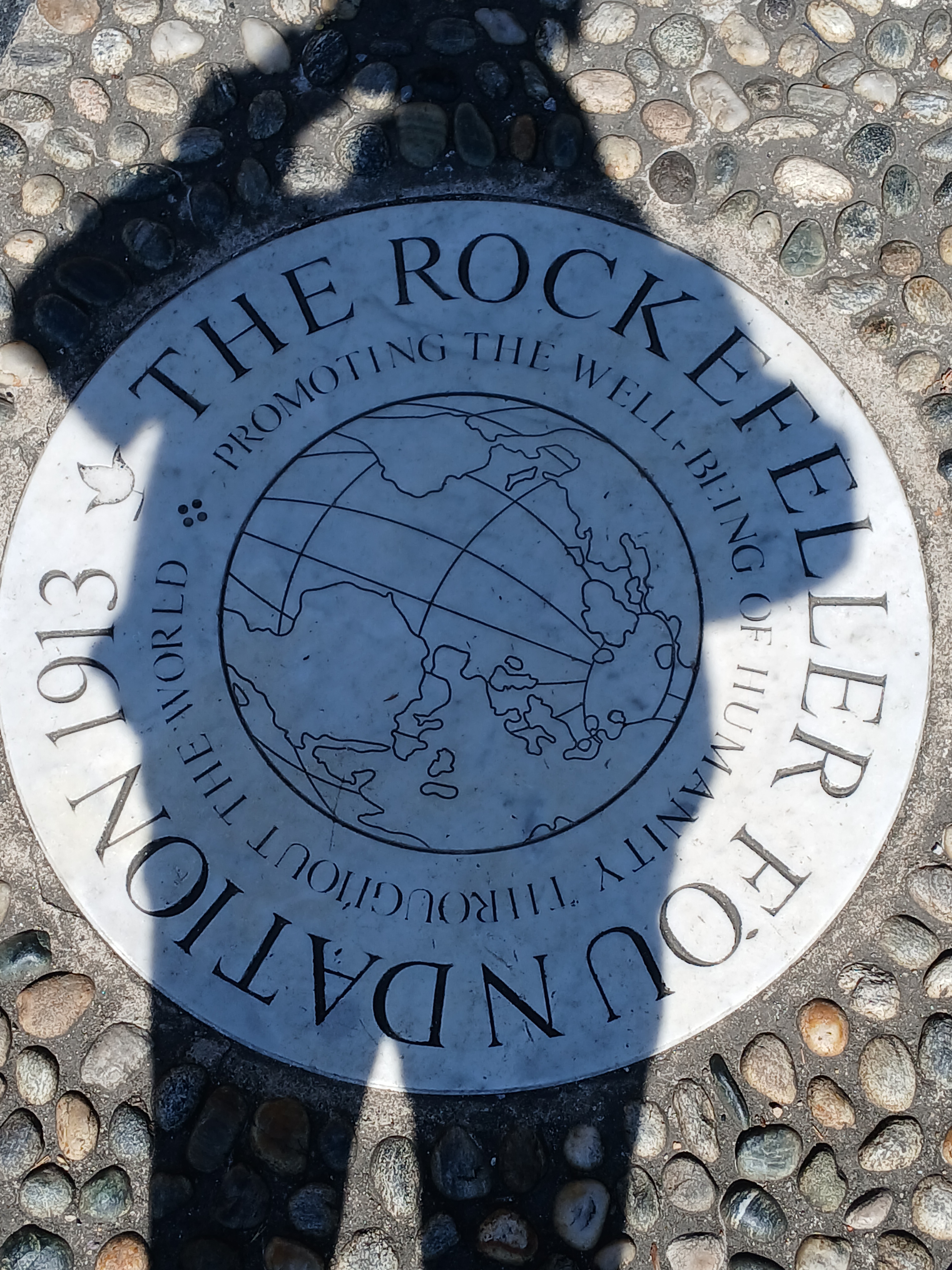
Lapide nel pavimento di Bellagio

Nel 1946, assieme all'Alto Commissariato Italiano per l'Igiene e la Sanità (equivalente all'attuale Ministero della Salute), allo United Nations Relief and Rehabilitation Administration (UNRRA), e alla Economic Cooperation Administration (ECA), finanziaria del Piano Marshall, partecipò all'efficace opera di eradicazione della malaria in Sardegna, mediante il finanziamento dell'Ente Regionale per la Lotta Anti-Anofelica in Sardegna (ERLAAS).
Sempre in Italia, a Bellagio sul lago di Como, si trova anche una sede della fondazione, conosciuta con il nome di "Bellagio Center". È situata in Villa Serbelloni (donata alla fondazione nel 1959 dalla Duchessa di Castel Duino insieme alle opere d'arte e un vasto patrimonio) e si estende ad altri edifici vicini. È utilizzata come centro conferenze e di progettazione, ospitando politici, scienziati e studenti da tutto il mondo.